# Élections législatives de 1960 au Kerala
L'élection législative du Kerala en 1960 était la deuxième élection de l'assemblée de l'État indien du Kerala. Les élections ont eu lieu le 1er février 1960.

## Contexte
Lors des élections de 1957 au Kerala, le Parti communiste d'Inde a formé le gouvernement avec le soutien de cinq députés indépendants. Mais en 1959, le gouvernement central a démis le gouvernement démocratiquement élu de ses fonctions en invoquant l'article 356 de la Constitution indienne, à la suite de la « lutte de libération (en)»,, même si le gouvernement communiste élu bénéficiait d'un soutien majoritaire au sein du corps législatif. Après une courte période de gouvernement présidentiel, de nouvelles élections ont été organisées en 1960.

## Circonscriptions
L'Assemblée législative du Kerala de 1957 comptait 114 circonscriptions législatives. Sur ce total, 102 étaient des circonscriptions uninominales, tandis que le nombre de circonscriptions binominales était de 12. Une circonscription était réservée aux Schedule Caste. Il y avait 64 77 665 électeurs dans les circonscriptions uninominales et 15 63 333 dans les circonscriptions binominales. Au total, 312 candidats se sont présentés pour les 126 sièges des 114 circonscriptions de l'Assemblée. Le pourcentage du scrutin a été de 85,72%, soit une augmentation de 20% par rapport aux élections législatives de 1957.

## Partis politiques
Quatre partis nationaux, le Parti communiste d'Inde, le Congrès national indien, le Parti socialiste Praja et le Bharatiya Jana Sangha, ainsi que la Ligue musulmane, parti de l'État, ont participé aux élections législatives. Lors de ces élections, le Congrès national indien, le Parti socialiste Praja et la Indian Union Muslim League ont formé une alliance avant le scrutin pour contrer le Parti communiste d'Inde. Ensemble, ils ont présenté 125 candidats et soutenu un candidat indépendant, tandis que le Parti communiste indien a présenté 108 candidats et soutenu 16 indépendants.

## Résultat
|  | Parti                             | Drapeau | Sièges disputés | Voix      | +/-  | %     | Sièges | +/- |
|  | --------------------------------- | ------- | --------------- | --------- | ---- | ----- | ------ | --- |
|  | Congrès national indien (INC)     |         | 80              | 2 789 556 | 3,43 | 34,42 | 63     | 20  |
|  | Parti communiste d'inde (PCI)     |         | 108             | 3 171 732 | 3,86 | 39,14 | 29     | 31  |
|  | Parti socialiste Praja (PSP)      |         | 33              | 1 146 028 | 3,38 | 14,14 | 20     | 11  |
|  | Indian Union Muslim League (IUML) |         | 12              | 401 925   | Nv   | 4,96  | 11     | Nv  |
|  | Bharatiya Jana Sangh              |         | 3               | 5 277     | Nv   | 0,07  | 0      | Nv  |
|  | Indépendant                       |         | 61              | 488 699   | 6,95 | 5,93  | 5      | 9   |

## Formation du gouvernement
L'alliance entre le Congrès et le Praja Socialist Party a obtenu la majorité lors des élections et a donc formé le gouvernement. Pattom A. Thanu Pillai, du Praja Socialist Party, devient ministre en chef. Pattam A. Thanu Pillai a démissionné le 26 septembre 1962 après avoir été nommé gouverneur du Pendjab et R. Sankar est devenu le premier ministre en chef du Kerala issu du Congrès,.